# Opopaea
Opopaea és un gènere d'aranyes araneomorfes de la família dels oonòpids (Oonopidae). Fou descrit per primera vegada l'any 1892 per Simon.
Les espècies es troben per tots els continents: la majoria a Oceania, a Àfrica i a Àsia; algunes a Amèrica i a Europa.

## Descripció
Els mascles d'aquest gènere fan d'1,0 a 2,6 mm.; les femelles, d'1,2 a 2,2 mm. La closca és de color taronja pàl·lid a marró grogenc.

## Taxonomia
Segons el World Spider Catalog amb data de desembre de 2018, Opopaea te reconegudes 182 espècies existents:
- Opopaea aculeata  Baehr & Harvey, 2013
- Opopaea acuminata  Baehr, 2013
- Opopaea addsae  Baehr & Smith, 2013
- Opopaea alje  Saaristo & Marusik, 2008
- Opopaea ameyi  Baehr, 2013
- Opopaea amieu  Baehr, 2013
- Opopaea andranomay  Andriamalala & Hormiga, 2013
- Opopaea andringitra  Andriamalala & Hormiga, 2013
- Opopaea ankarafantsika  Andriamalala & Hormiga, 2013
- Opopaea ankarana  Andriamalala & Hormiga, 2013
- Opopaea antoniae  Baehr, 2011
- Opopaea antsalova  Andriamalala & Hormiga, 2013
- Opopaea antsiranana  Andriamalala & Hormiga, 2013
- Opopaea apicalis  (Simon, 1893)
- Opopaea aurantiaca  Baehr & Harvey, 2013
- Opopaea auriforma  Tong & Li, 2015
- Opopaea banksi  (Hickman, 1950)
- Opopaea batanguena  Barrion & Litsinger, 1995
- Opopaea bemaraha  Andriamalala & Hormiga, 2013
- Opopaea bemarivo  Andriamalala & Hormiga, 2013
- Opopaea berenty  Andriamalala & Hormiga, 2013
- Opopaea berlandi  (Simon & Fage, 1922)
- Opopaea betioky  Andriamalala & Hormiga, 2013
- Opopaea bicolor  Baehr, 2013
- Opopaea billroth  Baehr & Harvey, 2013
- Opopaea botswana  Saaristo & Marusik, 2008
- Opopaea brisbanensis  Baehr, 2013
- Opopaea broadwater  Baehr, 2013
- Opopaea burwelli  Baehr, 2013
- Opopaea bushblitz  Baehr, 2013
- Opopaea calcaris  Baehr, 2013
- Opopaea callani  Baehr & Harvey, 2013
- Opopaea calona  Chickering, 1969
- Opopaea carnarvon  Baehr, 2013
- Opopaea carteri  Baehr, 2013
- Opopaea chrisconwayi  Baehr & Smith, 2013
- Opopaea chunglinchaoi  Barrion, Barrion-Dupo & Heong, 2013
- Opopaea concolor  (Blackwall, 1859)
- Opopaea conujaingensis  (Xu, 1986)
- Opopaea cornuta  Yin & Wang, 1984
- Opopaea cowra  Baehr & Harvey, 2013
- Opopaea deserticola  Simon, 1892
- Opopaea diaolaushan  Tong & Li, 2010
- Opopaea douglasi  Baehr, 2013
- Opopaea durranti  Baehr & Harvey, 2013
- Opopaea ectognophus  Harvey & Edward, 2007
- Opopaea ephemera  Baehr, 2013
- Opopaea euphorbicola  Strand, 1909
- Opopaea exoculata  Baehr & Harvey, 2013
- Opopaea fiji  Baehr, 2013
- Opopaea fishriver  Baehr, 2013
- Opopaea flabellata  Tong & Li, 2015
- Opopaea flava  Baehr & Harvey, 2013
- Opopaea floridana  (Banks, 1896)
- Opopaea foulpointe  Andriamalala & Hormiga, 2013
- Opopaea foveolata  Roewer, 1963
- Opopaea fragilis  Baehr & Harvey, 2013
- Opopaea framenaui  Baehr & Harvey, 2013
- Opopaea furcula  Tong & Li, 2010
- Opopaea gabon  Saaristo & Marusik, 2008
- Opopaea gaborone  Saaristo & Marusik, 2008
- Opopaea gerstmeieri  Baehr, 2013
- Opopaea gibbifera  Tong & Li, 2008
- Opopaea gilliesi  Baehr, 2013
- Opopaea goloboffi  Baehr, 2013
- Opopaea gracilis  Baehr & Harvey, 2013
- Opopaea gracillima  Baehr & Harvey, 2013
- Opopaea harmsi  Baehr & Harvey, 2013
- Opopaea hawaii  Baehr, 2013
- Opopaea hoplites  (Berland, 1914)
- Opopaea ita  Ott, 2003
- Opopaea itampolo  Andriamalala & Hormiga, 2013
- Opopaea johannae  Baehr & Harvey, 2013
- Opopaea johardingae  Baehr, 2013
- Opopaea jonesae  Baehr, 2011
- Opopaea julianneae  Baehr & Ott, 2013
- Opopaea kirindy  Andriamalala & Hormiga, 2013
- Opopaea kulczynskii  (Berland, 1914)
- Opopaea lambkinae  Baehr, 2013
- Opopaea lebretoni  Baehr, 2013
- Opopaea leica  Baehr, 2011
- Opopaea leichhardti  Baehr, 2013
- Opopaea lemniscata  Tong & Li, 2013
- Opopaea linea  Baehr, 2013
- Opopaea lingua  Saaristo, 2007
- Opopaea macula  Tong & Li, 2015
- Opopaea magna  Baehr, 2013
- Opopaea mahafaly  Andriamalala & Hormiga, 2013
- Opopaea manderano  Andriamalala & Hormiga, 2013
- Opopaea manongarivo  Andriamalala & Hormiga, 2013
- Opopaea marangaroo  Baehr & Harvey, 2013
- Opopaea margaretehoffmannae  Baehr & Smith, 2013
- Opopaea margaritae  (Denis, 1947)
- Opopaea maroantsetra  Andriamalala & Hormiga, 2013
- Opopaea martini  Baehr, 2013
- Opopaea mattica  Simon, 1893
- Opopaea mcleani  Baehr, 2013
- Opopaea media  Song & Xu, 1984
- Opopaea meditata  Gertsch & Davis, 1936
- Opopaea michaeli  Baehr & Smith, 2013
- Opopaea millbrook  Baehr, 2013
- Opopaea milledgei  Baehr, 2013
- Opopaea millstream  Baehr & Harvey, 2013
- Opopaea mollis  (Simon, 1907)
- Opopaea monteithi  Baehr, 2013
- Opopaea mundy  Baehr, 2013
- Opopaea nadineae  Baehr & Harvey, 2013
- Opopaea namoroka  Andriamalala & Hormiga, 2013
- Opopaea ndoua  Baehr, 2013
- Opopaea nibasa  Saaristo & van Harten, 2006
- Opopaea nitens  Baehr, 2013
- Opopaea olivernashi  Baehr, 2011
- Opopaea ottoi  Baehr, 2013
- Opopaea palau  Baehr, 2013
- Opopaea pallida  Baehr & Harvey, 2013
- Opopaea pannawonica  Baehr & Ott, 2013
- Opopaea phineus  Harvey & Edward, 2007
- Opopaea pilbara  Baehr & Ott, 2013
- Opopaea plana  Baehr, 2013
- Opopaea platnicki  Baehr, 2013
- Opopaea plumula  Yin & Wang, 1984
- Opopaea preecei  Baehr, 2013
- Opopaea probosciella  Saaristo, 2001
- Opopaea proserpine  Baehr, 2013
- Opopaea punctata  (O. Pickard-Cambridge, 1872)
- Opopaea raveni  Baehr, 2013
- Opopaea rigidula  Tong & Li, 2015
- Opopaea rixi  Baehr & Harvey, 2013
- Opopaea robusta  Baehr & Harvey, 2013
- Opopaea rogerkitchingi  Baehr, 2011
- Opopaea rugosa  Baehr & Ott, 2013
- Opopaea saaristoi  Wunderlich, 2011
- Opopaea sallami  Saaristo & van Harten, 2006
- Opopaea sanaa  Saaristo & van Harten, 2006
- Opopaea sandranantitra  Andriamalala & Hormiga, 2013
- Opopaea santschii  Brignoli, 1974
- Opopaea sanya  Tong & Li, 2010
- Opopaea sauteri  Brignoli, 1974
- Opopaea sedata  Gertsch & Mulaik, 1940
- Opopaea semilunata  Tong & Li, 2015
- Opopaea shanasi  Saaristo, 2007
- Opopaea silhouettei  (Benoit, 1979)
- Opopaea simoni  (Berland, 1914)
- Opopaea simplex  Baehr, 2013
- Opopaea sown  Baehr, 2011
- Opopaea speciosa  (Lawrence, 1952)
- Opopaea speighti  Baehr, 2011
- Opopaea spinosa  Saaristo & van Harten, 2006
- Opopaea spinosiscorona  Ranasinghe & Benjamin, 2018
- Opopaea sponsa  Brignoli, 1978
- Opopaea stanisici  Baehr, 2013
- Opopaea stevensi  Baehr, 2013
- Opopaea striata  Baehr, 2013
- Opopaea sturt  Baehr, 2013
- Opopaea subtilis  Baehr & Harvey, 2013
- Opopaea sudan  Saaristo & Marusik, 2008
- Opopaea suelewisae  Baehr & Smith, 2013
- Opopaea suspecta  Saaristo, 2002
- Opopaea syarakui  (Komatsu, 1967)
- Opopaea sylvestrella  Baehr & Smith, 2013
- Opopaea tenuis  Baehr, 2013
- Opopaea torotorofotsy  Andriamalala & Hormiga, 2013
- Opopaea touho  Baehr, 2013
- Opopaea triangularis  Baehr & Harvey, 2013
- Opopaea tsimaloto  Andriamalala & Hormiga, 2013
- Opopaea tsimbazaza  Andriamalala & Hormiga, 2013
- Opopaea tsimembo  Andriamalala & Hormiga, 2013
- Opopaea tsingy  Andriamalala & Hormiga, 2013
- Opopaea tsinjoriaky  Andriamalala & Hormiga, 2013
- Opopaea tuberculata  Baehr, 2013
- Opopaea tumida  Tong & Li, 2013
- Opopaea ulrichi  Baehr, 2013
- Opopaea ursulae  Baehr, 2013
- Opopaea viamao  Ott, 2003
- Opopaea vitrispina  Tong & Li, 2010
- Opopaea vohibazaha  Andriamalala & Hormiga, 2013
- Opopaea wheelarra  Baehr & Ott, 2013
- Opopaea whim  Baehr & Harvey, 2013
- Opopaea wongalara  Baehr, 2013
- Opopaea yorki  Baehr, 2013
- Opopaea yukii  Baehr, 2011
- Opopaea zhengi  Tong & Li, 2015